# José Antonio Vera
Pour les articles homonymes, voir Vera.
José Antonio Vera Navarro, né le 15 octobre 1968 à Barcelone, est un footballeur espagnol qui jouait au poste de milieu de terrain.

## Biographie
José Antonio Vera rejoint les alevins du FC Barcelone et La Masia en 1979, à l'âge de 11 ans. Il joue dans toutes les équipes de jeunes du Barça jusqu'en 1987.
En 1987, il joue avec le FC Barcelone C, puis à partir de 1989, avec le FC Barcelone B, jusqu'en 1992. Il joue un match avec l'équipe première du FC Barcelone le 5 juin 1991 face au CE Sabadell en finale de la Copa Catalunya.
En 1992, il rejoint l'UE Figueres, en deuxième division. Il joue ensuite avec le Futbol Club Andorra, le CD Mensajero, et le CF Gavà, clubs de troisième division.
Le bilan de sa carrière s'élève à 39 matchs en deuxième division, et 52 matchs en troisième division, pour 7 buts inscrits.
José Antonio Vera joue par ailleurs quatre matches avec l'équipe d'Espagne des moins de 16 ans.

## Palmarès
Avec le FC Barcelone :
- Vainqueur de la Copa Catalunya en 1991